# Narcy (Nièvre)
Narcy è un comune francese di 560 abitanti situato nel dipartimento della Nièvre nella regione della Borgogna-Franca Contea.

## Società

### Evoluzione demografica
Abitanti censiti